# Jun Tazaki
Jun Tazaki (田崎潤, Tazaki Jun), né le 28 août 1913 et mort le 18 octobre 1985, est un acteur japonais. Son vrai nom est Minoru Tanaka (田中実, Tanaka Minoru).

## Biographie
Jun Tazaki a tourné dans plus de 200 films entre 1948 et 1985,.

## Filmographie partielle

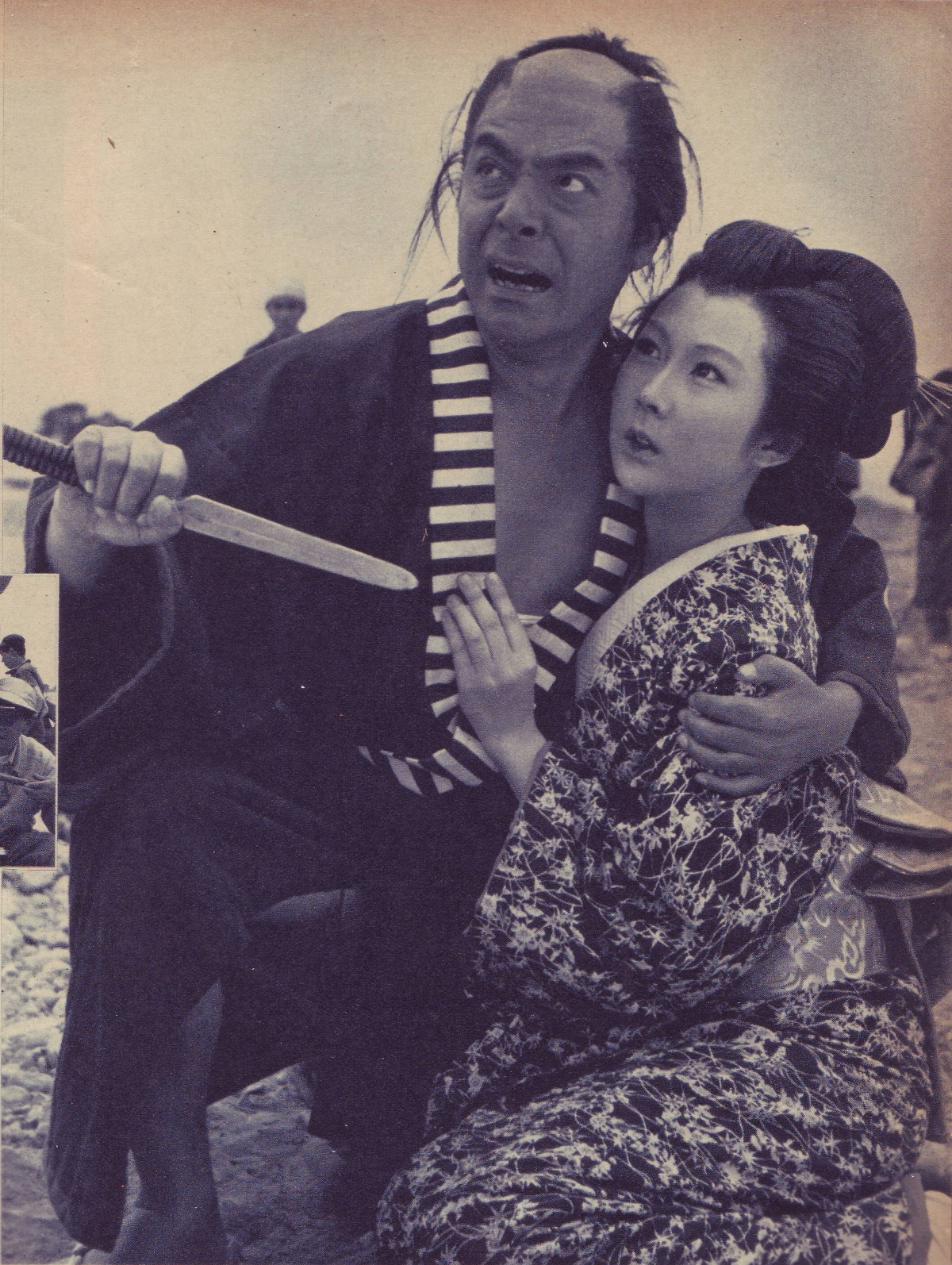
Jun Tazaki et Michiko Saga dans La Tête du serviteur (1955).

### Au cinéma
- 1948 : Basha monogatari (馬車物語?) de Nobuo Nakagawa
- 1948 : La Porte de la chair (肉体の門, Nikutai no mon?) de Masahiro Makino et Masafusa Ozaki
- 1950 : Quatre sœurs (細雪, Sasameyuki?) de Yutaka Abe
- 1950 : Kimi to iku Amerika kōro (君と行くアメリカ航路?) de Kōji Shima
- 1950 : Tōkyō no mon (東京の門?) de Toshio Sugie
- 1950 : Mittsu no kekkon (三つの結婚?) de Keisuke Sasaki
- 1951 : Tokyo dossier 212 (en) (Tokyo File 212) de Dorrell McGowan et Stuart E. McGowan
- 1951 : Wakasama samurai torimonocho: Noroi no ningyōshi (若様侍捕物帖 呪いの人形師?) de Nobuo Nakagawa
- 1951 : Sono hito no na wa ienai (その人の名は云えない?) de Toshio Sugie
- 1951 : Les Bateaux pirates (海賊船, Kaizokusen?) de Hiroshi Inagaki
- 1951 : Kōgen no eki yo sayōnara (高原の駅よさようなら?) de Nobuo Nakagawa
- 1951 : Bungawan Solo (ブンガワンソロ, Bungawan Soro?) de Kon Ichikawa
- 1951 : Sasaki Kojirō III (完結 佐々木小次郎 巌流島決闘, Kanketsu Sasaki Kojirō : Ganryūjima kettō?) de Hiroshi Inagaki
- 1951 : Sasurai no tabiji (さすらいの航路?) de Nobuo Nakagawa
- 1951 : Nagurareta Ishimatsu (殴られた石松?) de Kunio Watanabe
- 1952 : Rakka no mai (落花の舞?) de Kunio Watanabe
- 1952 : Okuni et Gohei (お国と五平, Okuni to Gohei?) de Mikio Naruse : Iori, l'époux d'Okuni
- 1952 : Journal de vagabondage (浮雲日記, Ukigumo nikki?) de Masahiro Makino
- 1952 : Divorce (離婚, Rikon?) de Masahiro Makino
- 1952 : Hadaka daimyō zenpen (はだか大名 前篇?) de Kunio Watanabe
- 1952 : Hadaka daimyō kōhen (はだか大名 後篇?) de Kunio Watanabe
- 1952 : Kessen Takadanobaba (決戦高田の馬場?) de Kunio Watanabe
- 1952 : Geisha warutsu (芸者ワルツ?) de Kunio Watanabe
- 1952 : Yūyake Fuji (夕焼け富士?) de Nobuo Nakagawa
- 1953 : La Porte de l'enfer (地獄門, Jigokumon?) de Teinosuke Kinugasa : Kogenta
- 1955 : La Tête du serviteur (下郎の首, Gerō no kubi?) de Daisuke Itō[3]
- 1958 : La Vengeance des loyaux serviteurs (忠臣蔵, Chūshingura?) de Kunio Watanabe : Ikkaku Shimizu
- 1961 : Aux Enfers tu festoieras (地獄の饗宴, Jigoku no kyōen?) de Kihachi Okamoto
- 1962 : Astronaut 1980 (妖星ゴラス, Yōsei gorasu?) d'Ishirō Honda : Raizō Sonoda
- 1962 : King Kong contre Godzilla (キングコング対ゴジラ, Kingukongu tai Gojira?) d'Ishirō Honda : le général Masami Shinzo
- 1963 : Entre le ciel et l'enfer (天国と地獄, Tengoku to jigoku?) d'Akira Kurosawa : Kamiya
- 1963 : Du rififi chez les samouraïs (戦国野郎, Sengoku yarō?) de Kihachi Okamoto
- 1963 : Atragon (海底軍艦, Kaitei gunkan?) d'Ishirō Honda : le captaine Hachiro Jinguji
- 1964 : Mothra contre Godzilla (モスラ対ゴジラ, Mosura tai Gojira?) d'Ishirō Honda : Arota
- 1965 : Frankenstein vs. Baragon (フランケンシュタイン対地底怪獣, Furankenshutain tai chitei kaijū Baragon?) d'Ishirō Honda : conseiller militaire
- 1965 : Invasion Planète X (怪獣大戦争, Kaijū daisensō?) d'Ishirō Honda : Dr. Sakurai
- 1966 : La Guerre des monstres (フランケンシュタインの怪獣 サンダ対ガイラ, Furankenshutain no kaijū: Sanda tai Gaira?) d'Ishirō Honda
- 1966 : Godzilla, Ebirah et Mothra : Duel dans les mers du sud (ゴジラ・エビラ・モスラ 南海の大決闘, Gojira, Ebirā, Mosura: Nankai no daiketto?) de Jun Fukuda : le chef du Bambou rouge
- 1968 : Les envahisseurs attaquent (怪獣総進撃, Kaijū sōshingeki?) d'Ishirō Honda
- 1985 : Ran (乱, Ran?) d'Akira Kurosawa : Seiji Ayabe

### À la télévision
- 1974 : Kamen Rider X (仮面ライダーX, Kamen raidā ekkusu?) : Keitarō Jin